# Мустафа Муєжинович
Мустафа Муєжинович (босн. Mustafa Mujezinović / нім. Mustafa Mujezinović; нар. 6 травня 1993, Вайльбург, Німеччина) — боснійський та німецький футболіст, вінґер сараєвського «Желєзнічара».

## Життєпис
Народився 6 травня 1993 року в німецькому місті Вайльбург. Проте футболом розпочав займатися на історичній батьківщині, в скромному боснійському клубі «Нові Град» (Какань). Згодом опинився в структурі іменитішого клубу, «Олімпіка». У футболці столичного клубу дебютував 12 травня 2012 року в переможному (6:0) виїзому поєдинку 28-го туру Прем'єр-ліги Боснії і Герцеговини проти «Козари». Мустафа вийшов на поле на 65-ій хвилині, замінивши Хариса Дулєвича. На початку липня 2012 року відправився в оренду до «Босна Високо». У команді молодий півзахисник був гравцем резерву, але вийшов на поле в 6-ти матчах. Наприкінці червня 2013 року повернувся до «Олімпіка». Наприкінці січня 2014 року повернувся до Німеччини, де до середини лютого 2015 року захищав кольори нижчолігового клубу «Вестфалія» (Ветмар). З 2015 по 2017 рік захищав кольори боснійських клубів «Ігман» (Коніц) та «Босна Високо». З 2017 року виступав за «Вележ».
У середині лютого 2019 року перейшов до гранду боснійського футболу, «Желєзнічара». У футболці столичного клубу дебютував 3 березня 2019 року в переможному (2:1) домашньому поєдинку 21-го туру Прем'єр-ліги проти «Младості». Муєжинович вийшов на поле на 46-ій хвилині, замінивши Хариса Хайдаревича. У сезоні 2019/20 років допоміг «Желєзнічару» стати віце-чемпіоном Боснії і Герцеговини. Дебютним голом за столичну команду відзначився 1 серпня 2020 року на 21-ій хвилині переможного (3:0) домашнього поєдинку 1-го туру Прем'єр-ліги проти «Вележа». Мустафа вийшов на поле в стартовому складі, а на 65-ій хвилині його замінив Седад Субашич.

## Досягнення
«Желєзнічар» (Сараєво)
- Прем'єр-ліга Боснії і Герцеговини
  -  Срібний призер (1): 2019/20